# Rubelita
Rubelita é um município brasileiro do estado de Minas Gerais. Está localizado na Região Geográfica Intermediária de Montes Claros e na Região Geográfica Imediata de Salinas. Compõe com outros municípios da região o Alto Rio Pardo.

## História
O município de Rubelita teve origem por volta de 1880. A cidade teve início com a doação de um terreno pela senhora "Maria Porteira" e o seu fundador foi Manoel Honório Mendes, apelidado de Manoel Bandeira, que saía com uma bandeira pedindo esmolas para a construção de uma igreja. Honório da Bandeira era um morador comum e tinha grande vocação religiosa e construiu a primeira igreja que era localizada na rua Juca Murta, onde hoje é a casa do senhor Hugulino Dias Corsino. Os primeiros moradores foram Domingo José Mendes, Maria porteira, José Verdade, João Aniceto, Aureliano Rodrigues Dos Santos e Reginaldo Loiola. As primeiras casas comerciais foram de José Almeida Murta, José Verdade e Joaquim Rodrigues.Estas pessoas traziam mercadorias de longe para serem vendidas na cidade de Rubelita.
Sua fundação oficial é 1 de março de 1963.